# Tapeina dispar
Tapeina dispar là một loài bọ cánh cứng trong họ Cerambycidae.